# Toutswemogala
Toutswemogala är en höjd 6,5 km väster om den nord-sydliga vägen i distriktet Central, Botswana. Den ligger omkring 50 km norr om byn Palapye och är en utdragen höjd med plan topp som reser sig omkring 50 meter över den kringliggande mopanetäckta velden. Området är en järnåldersbosättning som beboddes under två skilda perioder. C14-dateringar för bosättningen spänner från 600-talet till slutet av 1800-talet vilken pekar på en bosättning för över tusen år. Höjden utgjorde en del av bildandet av tidiga stater i södra Afrika, med boskapsskötsel som den främsta inkomstkällan. Denna kompletterades med getter och får samt födosökande men också viltjakt. Det återstående kännetecknen i Toutswebosättningen omfattar husgolv, stora högar av ko-gödsel och gravar. Den tydligaste strukturen är dock stenmuren.
Ett annat kännetecken är områdena som är täckta med centaurs ciliaris, en typ av gräs som har kommit att associeras med boskapsskötande bosättningar i södra centralafrika.

## Historia
Omkring år 700, flyttade Toutswefolket västerut in i dagens Botswana och började bedriva jordbruk baserat på durra och hirs. Platsen låg i mitten av ett vidare kulturområde i östra Botswana och har mycket gemensamt med andra fornminnen i regionen, såväl vad gäller keramikens produktionssätt som den tidsrymd området beboddes. Stora byggnader observerades som innehöll rester av gödsel, vilket ledde till teorin att dessa var till för att hålla djur och att Toutswemogala därför var ett större center för boskapsskötsel i regionen. Jordbruk spelade dock en avgörande betydelse för livsuppehållet i Toutswemogalas utvidgade bosättning, då också många byggnadsstrukturer för att förvara spannmål också hittats i området. Många olika stratifierade lager av husgolv visar också på en kontinuerlig bosättning över hundratals år.

## Världsarvsstatus
Toutswemogala är sedan 21 juli 1999 uppsatt på Botswanas tentativa världsarvlista.